# Seattle SuperSonics 1977-1978
La stagione 1977-78 dei Seattle SuperSonics fu l'11ª nella NBA per la franchigia.
I Seattle SuperSonics arrivarono terzi nella Pacific Division della Western Conference con un record di 47-35. Nei play-off vinsero il primo turno con i Los Angeles Lakers (2-1), la semifinale di conference con i Portland Trail Blazers (4-2), la finale di conference con i Denver Nuggets (4-2), perdendo poi la finale NBA con i Washington Bullets (4-3).

## Western Conference
| Squadra             | V  | P  | %    | GB |
| ------------------- | -- | -- | ---- | -- |
| Portland T. Blazers | 58 | 24 | 70,7 | -  |
| Phoenix Suns        | 49 | 33 | 59,8 | 9  |
| Seattle S.Sonics    | 47 | 35 | 57,3 | 11 |
| L.A. Lakers         | 45 | 37 | 54,9 | 13 |
| G.S. Warriors       | 43 | 39 | 52,4 | 1  |

## Roster
| \| Pos. \| Num. \| Naz. \| Nome \| Altezza \| Peso \| Data nascita \| Provenienza \| \| ---- \| ---- \| ---- \| --------------- \| ------- \| ------ \| ------------ \| ------------------- \| \| G \| 32 \| \| Brown, Fred \| 191 cm \| 83 kg \| 07-08-1948 \| Iowa \| \| A \| 30 \| \| Fleming, Al \| 201 cm \| 98 kg \| 05-04-1954 \| Arizona \| \| A/C \| 23 \| \| Green, Mike \| 208 cm \| 91 kg \| 06-08-1951 \| Louisiana Bulldogs \| \| G \| 10 \| \| Hassett, Joe \| 196 cm \| 82 kg \| 11-09-1955 \| Providence \| \| G \| 24 \| \| Johnson, Dennis \| 193 cm \| 84 kg \| 18-09-1954 \| Pepperdine \| \| A \| 27 \| \| Johnson, John \| 201 cm \| 91 kg \| 18-10-1947 \| Iowa \| \| A \| 45 \| \| Seals, Bruce \| 203 cm \| 95 kg \| 18-06-1953 \| Xavier-Louisiana \| \| A/C \| 43 \| \| Sikma, Jack \| 211 cm \| 104 kg \| 14-11-1955 \| Illinois Wesleyan \| \| A/C \| 35 \| \| Silas, Paul \| 201 cm \| 100 kg \| 12-07-1943 \| Creighton \| \| A \| 20 \| \| Tolson, Dean \| 203 cm \| 86 kg \| 15-11-1951 \| Arkansas \| \| A \| 42 \| \| Walker, Wally \| 201 cm \| 86 kg \| 18-07-1954 \| Virginia \| \| G \| 13 \| \| Watts, Slick \| 185 cm \| 79 kg \| 22-07-1951 \| XULA Gold Nuggets \| \| C \| 40 \| \| Webster, Marvin \| 216 cm \| 102 kg \| 13-04-1952 \| Morgan State \| \| G \| 1 \| \| Williams, Gus \| 188 cm \| 79 kg \| 10-10-1953 \| Southern California \| \| A \| 42 \| \| Wise, Willie \| 196 cm \| 95 kg \| 03-03-1947 \| Drake Bulldogs \| | Allenatore - Bob Hopkins (fino al 29 novembre 1977) - Lenny Wilkens Assistente/i - Les Habegger Legenda - (C) Capitano - (FA) Free agent - (S) Sospeso - (TW) Contratto Two-way - (GL) Assegnato a squadra G League affiliata - Infortunato Roster • Transazioni · Ultima transazione: 30 giugno 1978 |                        |                 |         |        |              |                     |
| Pos. | Num. | Naz.                   | Nome            | Altezza | Peso   | Data nascita | Provenienza         |
| G | 32 | Stati Uniti (bandiera) | Brown, Fred     | 191 cm  | 83 kg  | 07-08-1948   | Iowa                |
| A | 30 | Stati Uniti (bandiera) | Fleming, Al     | 201 cm  | 98 kg  | 05-04-1954   | Arizona             |
| A/C | 23 | Stati Uniti (bandiera) | Green, Mike     | 208 cm  | 91 kg  | 06-08-1951   | Louisiana Bulldogs  |
| G | 10 | Stati Uniti (bandiera) | Hassett, Joe    | 196 cm  | 82 kg  | 11-09-1955   | Providence          |
| G | 24 | Stati Uniti (bandiera) | Johnson, Dennis | 193 cm  | 84 kg  | 18-09-1954   | Pepperdine          |
| A | 27 | Stati Uniti (bandiera) | Johnson, John   | 201 cm  | 91 kg  | 18-10-1947   | Iowa                |
| A | 45 | Stati Uniti (bandiera) | Seals, Bruce    | 203 cm  | 95 kg  | 18-06-1953   | Xavier-Louisiana    |
| A/C | 43 | Stati Uniti (bandiera) | Sikma, Jack     | 211 cm  | 104 kg | 14-11-1955   | Illinois Wesleyan   |
| A/C | 35 | Stati Uniti (bandiera) | Silas, Paul     | 201 cm  | 100 kg | 12-07-1943   | Creighton           |
| A | 20 | Stati Uniti (bandiera) | Tolson, Dean    | 203 cm  | 86 kg  | 15-11-1951   | Arkansas            |
| A | 42 | Stati Uniti (bandiera) | Walker, Wally   | 201 cm  | 86 kg  | 18-07-1954   | Virginia            |
| G | 13 | Stati Uniti (bandiera) | Watts, Slick    | 185 cm  | 79 kg  | 22-07-1951   | XULA Gold Nuggets   |
| C | 40 | Stati Uniti (bandiera) | Webster, Marvin | 216 cm  | 102 kg | 13-04-1952   | Morgan State        |
| G | 1 | Stati Uniti (bandiera) | Williams, Gus   | 188 cm  | 79 kg  | 10-10-1953   | Southern California |
| A | 42 | Stati Uniti (bandiera) | Wise, Willie    | 196 cm  | 95 kg  | 03-03-1947   | Drake Bulldogs      |